# FIFA 월드컵 예선
FIFA 월드컵 예선은 각국의 축구 대표팀들이 월드컵 본선에 진출하기 위한 자격을 얻는 과정이다. FIFA 월드컵은 전 세계적인 행사이며 예선은 200여개의 FIFA 회원국들 중 32개국을 가리기 위해 실시된다.
예선은 6개의 FIFA 대륙 연맹(남미, 북중미카리브, 아시아, 아프리카, 오세아니아, 유럽)별로 나뉘어 치러지며 각 대륙 연맹이 이를 관장한다. 매 대회가 시작하기 전에 FIFA는 대륙 연맹간의 실력차에 따라 각 대륙별로 참가팀 숫자를 배분한다.
월드컵의 개최국은 본선에 자동으로 출전한다. 다른 많은 스포츠들과는 다르게, 이전 월드컵 대회나 대륙 연맹별로 치러지는 선수권 대회의 성적이 반영되지 않는다. 2006년 월드컵부터 지난 대회 우승 팀에 대한 자동 출전권이 폐지되었다.            
아시아 예선방식
시드배정전 우리대한민국 예선방식은 각 국가별 최하위팀들의 불합리함을 방지하기위해 아시아 FIFA가맹국팀중 최하위팀끼리 최초예선을펼치고 이전 FIFA월드컵성적과 A매치를치루고 FIFA랭킹이반영된 순으로 최하위팀에서올라온팀과 탑시드팀들이 예선을치루는방식이다.

## 역사
1930년 FIFA 월드컵에 참가를 신청한 총 13개국이 별도의 예선 없이 본선 경기에 참가했던 때부터 시작해서 2015년부터 2년 동안 수많은 팀들이 참가해 예선을 치른 2018년 FIFA 월드컵까지 많은 시간 동안 월드컵 예선 방식은 변화를 거듭해 왔다.
본선에 진출하는 팀들의 숫자도 그동안 꾸준히 증가했는데, 1934년부터 1978년까지는 16개국, 1982년부터 1994년까지는 24개국, 그리고 1998년부터 현재까지는 32개국이 본선에 진출한다. 반면에 월드컵 예선 방식은 기나긴 시간 동안 거의 비슷한 양식을 취하고 있는데, 대륙별로 묶여서 대륙별 플레이오프 자리까지 포함해 고정된 자리를 두고 경쟁을 벌이는 것이다.

### 대륙별 본선 티켓 배정 숫자
아래의 표는 매 대회마다 각 대륙에 FIFA가 배분한 자릿수를 나타낸다. 대륙간의 플레이 오프는 0.5로 표시되어 있다. 굵게 처리된 숫자는 대륙간 플레이오프의 승자를 의미한다. "+C"는 우승 팀에게 주어지는 자리를 표시하며, "+H"는 개최국에게 주어지는 자리를 표시한다.
| 대륙별 지역                | 1934 (16) | 1938 (15) | 1950 (13) | 1954 (16) | 1958 (16) | 1962 (16) | 1966 (16) | 1970 (16) | 1974 (16) | 1978 (16) | 1982 (24) | 1986 (24) | 1990 (24) | 1994 (24) | 1998 (32) | 2002 (32) | 2006 (32) | 2010 (32) | 2014 (32) | 2018 (32) | 2022 (32) | 2026 (48)    | 2030 (48)  |
| -------------------------- | --------- | --------- | --------- | --------- | --------- | --------- | --------- | --------- | --------- | --------- | --------- | --------- | --------- | --------- | --------- | --------- | --------- | --------- | --------- | --------- | --------- | ------------ | ---------- |
| 아프리카 (CAF)             | 1         | /         | /         | /         | 0.5       | 0.5       | 1         | 1         | 1         | 1         | 2         | 2         | 2         | 3         | 5         | 5         | 5         | 5 +H      | 5         | 5         | 5         | 9+1⁄3        | 8 +1⁄3 +H  |
| 아시아 (AFC)               | 1         | 1         | 1         | 1         | 0.5       | 0.5       | 1         | 1         | 1         | 1         | 2         | 2         | 2         | 2         | 3.5       | 2.5 +2H   | 4.5       | 4.5       | 4.5       | 4.5       | 4.5 +H    | 8+1⁄3        | 8+1⁄3      |
| 오세아니아 (OFC)           | /         | /         | /         | /         | /         | /         | 1         | 1         | 1         | 1         | 2         | 0.5       | 0.5       | 0.25      | 0.5       | 0.5       | 0.5       | 0.5       | 0.5       | 0.5       | 0.5       | 1+1⁄3        | 1+1⁄3      |
| 유럽 (UEFA)                | 12        | 11 +C+H   | 7 +C      | 11 +H     | 9.5 +C+H  | 9         | 9 +H      | 8 +C      | 8.5 +H    | 8.5 +C    | 13 +H     | 12.5 +C   | 13 +H     | 12 +C     | 14 +H     | 13.5 +C   | 13 +H     | 13        | 13        | 13 +H     | 13        | 16           | 14+1⁄3 +2H |
| 북•중미, 카리브 (CONCACAF) | 1         | 1         | 2         | 1         | 1         | 0.5       | 1         | 1 +H      | 1         | 1         | 2         | 1 +H      | 2         | 1.25 +H   | 3         | 3         | 3.5       | 3.5       | 3.5       | 3.5       | 3.5       | 3+ 2×1⁄3 +3H | 6+ 1⁄3     |
| 남미 (CONMEBOL)            | 2         | 1         | 4 +H      | 1 +C      | 3         | 3.5 +C+H  | 3 +C      | 3         | 2.5 +C    | 2.5 +H    | 3 +C      | 4         | 2.5 +C    | 3.5       | 4 +C      | 4.5       | 4.5       | 4.5       | 4.5 +H    | 4.5       | 4.5       | 6+ 1⁄3       | 3+ 1⁄3 +3H |
| 플레이오프 토너먼트        | 없음      | 없음      | 없음      | 없음      | 없음      | 없음      | 없음      | 없음      | 없음      | 없음      | 없음      | 없음      | 없음      | 없음      | 없음      | 없음      | 없음      | 없음      | 없음      | 없음      | 없음      | 2            | 2          |
| 총합                       | 16        | 16        | 16        | 16        | 16        | 16        | 16        | 16        | 16        | 16        | 24        | 24        | 24        | 24        | 32        | 32        | 32        | 32        | 32        | 32        | 32        | 48           | 48         |

1. 1 2  1938년에 오스트리아는 본선 진출이 확정된 후에 독일에 합병되어 15개국만으로 본선이 진행되었다.
2. 1 2 3  1950년에 스코틀랜드, 인도, 터키는 본선 진출이 확정된 후에 기권하여 13개국만으로 본선이 진행되었다. 이 때문에 스코틀랜드, 터키와 같은조가 된 우루과이는 조별리그 경기가 볼리비아전 한 경기밖에 없었다. 우루과이는 이 경기에서 볼리비아를 상대로 8-0 대승을 거두고 결승에 진출했다.
3. 1 2  1958년 예선이 열리기 전에는, 아프리카와 아시아를 합하여 1장의 출전권이 주어졌고, 유럽에는 9장이 주어졌다. 그러나 이스라엘이 아프리카-아시아 지역예선을 다른 팀의 기권으로 인해 별다른 경기없이 자동으로 본선 진출을 확정하게 되자, 웨일스와의 특별 플레이오프를 치르게 되었다. 그래서 사실상 아프리카-아시아 지역은 0.5장의 출전권이 주어진 것이고, 유럽은 9.5장의 출전권이 주어진 것이었다.
4. 1 2 3  1962년에 유럽은 8장의 출전권이 주어졌고, 두 장의 추가 출전이 대륙간 플레이오프를 통해 진행되었기 때문에 사실상 9장의 티켓을 얻은 것이다. 유럽의 두 팀은 각각 아프리카와 아시아 팀과 대륙간 플레이오프를 하게 되어 모두 유럽팀이 승리하였다. 따라서 본선에는 유럽 10개 팀이 참가하게 되었다.
5. 1 2 3  1994년에 두 라운드의 대륙간 플레이오프가 진행되었다. 우선 오세아니아와 북중미가 대륙간 플레이오프를 치르고, 플레이오프의 승자가 남아메리카와 대륙간 플레이오프를 치렀다.
6. ↑  개최국 이탈리아는 예선에서 참가하여 통과하여 출전권을 획득했다.
7. ↑  2006년부터는 전대회 우승국의 자동진출은 폐지되었다.

### 시간 흐름에 따른 총 예선 참가팀 수의 변화
예선에 참가한 팀들의 숫자와 경기 숫자가 시간이 지날수록 꾸준히 증가하고 있다.
| 대륙별 지역                | 1934 (16) | 1938 (15) | 1950 (13) | 1954 (16) | 1958 (16) | 1962 (16) | 1966 (16) | 1970 (16) | 1974 (16) | 1978 (16) | 1982 (24) | 1986 (24) | 1990 (24) | 1994 (24) | 1998 (32) | 2002 (32) | 2006 (32) | 2010 (32) | 2014 (32) | 2018 (32) |
| -------------------------- | --------- | --------- | --------- | --------- | --------- | --------- | --------- | --------- | --------- | --------- | --------- | --------- | --------- | --------- | --------- | --------- | --------- | --------- | --------- | --------- |
| 아프리카 (CAF)             | 3         | 0         | 0         | 0         | 11        | 6         | 21        | 13        | 24        | 26        | 29        | 29        | 26        | 40        | 38        | 51        | 51        | 53        | 52        | 54        |
| 아시아 (AFC)               | 3         | 2         | 4         | 3         | 11        | 5         | 21        | 7         | 18        | 22        | 21        | 27        | 26        | 29        | 36        | 42        | 39        | 43        | 43        | 46        |
| 오세아니아 (OFC)           | 0         | 0         | 0         | 0         | 0         | 0         | 21        | 7         | 18        | 22        | 21        | 4         | 5         | 7         | 10        | 10        | 12        | 11        | 11        | 11        |
| 유럽 (UEFA)                | 21        | 26        | 19        | 29        | 29        | 30        | 33        | 31        | 33        | 32        | 34        | 33        | 33        | 39        | 50        | 51        | 52        | 53        | 53        | 54        |
| 북•중미, 카리브 (CONCACAF) | 4         | 7         | 3         | 5         | 6         | 8         | 10        | 14        | 14        | 17        | 15        | 18        | 16        | 23        | 30        | 35        | 34        | 35        | 35        | 35        |
| 남미 (CONMEBOL)            | 4         | 2         | 8         | 6         | 9         | 9         | 10        | 10        | 10        | 10        | 10        | 10        | 10        | 9         | 10        | 10        | 10        | 10        | 10        | 10        |
| 총 참가팀 수               | 32        | 37        | 34        | 45        | 55        | 56        | 74        | 75        | 99        | 107       | 109       | 121       | 116       | 147       | 174       | 199       | 198       | 205       | 204       | 210       |
| 경기를 치른 팀 수          | 27        | 21        | 19        | 33        | 46        | 49        | 51        | 68        | 90        | 95        | 103       | 110       | 103       | 130       | 168       | 193       | 194       | 199       | 203       | 208       |
| 치러진 경기 수             | 27        | 22        | 26        | 57        | 89        | 92        | 127       | 172       | 226       | 252       | 306       | 308       | 314       | 497       | 643       | 777       | 847       | 853       | 828       | 872       |
| 총 득점 수                 | 141       | 96        | 121       | 208       | 341       | 325       | 393       | 542       | 620       | 723       | 797       | 801       | 735       | 1446      | 1922      | 2452      | 2464      | 2344      | 2303      | 2454      |
| 경기당 평균 득점           | 5.22      | 4.36      | 4.65      | 3.65      | 3.83      | 3.53      | 3.09      | 3.15      | 2.74      | 2.87      | 2.60      | 2.60      | 2.34      | 2.91      | 2.99      | 3.16      | 2.91      | 2.75      | 2.81      | 2.81      |

1. ↑  비록 남아프리카 공화국이 개최국으로서 자동 출전권을 부여받았지만, 남아공은 아프리카 지역 예선에 참가했다. 이는 1934년 이후로 개최국이 월드컵 예선에 참가하는 최초의 경우가 되었다. 남아프리카 공화국이 예선에 참가하게 된 이유는 아프리카 축구 연맹에서는 2010년 월드컵 예선을 2010년 아프리카 네이션스컵 예선으로도 진행하기 때문에, 월드컵과는 별도로 예선에 참가해야 한다. 결과는 2차 예선에서 나이지리아에게 패하고 전승인 나이지리아에게 밀려서 탈락했다.
2. ↑  오세아니아 축구 연맹은 월드컵 예선을 OFC 네이션스컵의 일부나 전체로 사용하고 있기 때문에, 여기에는 FIFA 회원국이 아닌 나라가 월드컵 예선에도 참가하는 상황이 발생하게 된다. 2006년 월드컵 예선에서는 누벨칼레도니는 FIFA 회원이 아닌 나라였지만 OFC 네이션스컵에 참가하게 되었다. 비록 누벨칼레도니가 가입 승인보다 며칠 빨리 탈락하긴 하였지만 누벨칼레도니는 예선이 진행되는 동안 FIFA에 가입을 하여 12개국 중의 하나가 되었다. (이와 유사한 상황이 2010년 엔트리에서도 발생하였다. 몬테네그로는 FIFA의 승인이 떨어지기 전에 예선 참가가 허용되었다. 그 이전 월드컵에서 몬테네그로는 아직 FIFA로부터 회원가입이 되지 않은 상황이라서 몬테네그로는 단독으로 월드컵에 출전할 수 없게 되자 세르비아와 같은 팀으로 구성해서 본선에 올랐지만 아르헨티나에게 0-6으로 대패하는 등 별로 좋지 않은 성적으로 탈락했다.) 이와 반대로, 투발루는 2007년 남태평양 게임 축구 종목에 참가하였는데, 이 대회는 2010년 월드컵 예선으로도 치러지는 대회였다. 투발루가 비록 예선에 영향을 주지는 못했지만, OFC의 11개 회원에는 들지 않았다.
3. ↑  경기를 치른 팀 수는 예선에서 적어도 한 경기 이상을 한 팀의 수를 뜻한다.

## 현재 포맷
현재 본선에 32개 팀이 진출할 수 있다. 그런데 32개 팀 중 하나는 개최국이 가져가며 만약에 2개 혹은 그 이상의 팀이 공동으로 개최를 할 경우에는 그 자리를 그들 모두가 배정받게 된다. 2006년 대회에서는 처음으로 전 대회 우승국이 본선 자동진출을 보장받지 못했다. 따라서 2002년 월드컵 우승국이었던 브라질은 2006년 대회 참가를 위해 지역 예선부터 참가해야 했다. (브라질은 지역 예선에서 1위로 마감했다.)
매 대회가 시작하기 전에 FIFA는 대륙별로 본선 진출 숫자를 배분한다. 2022년 FIFA 월드컵에서는 아래와 같이 배정되었다.
- 개최국은 무조건 톱시드의 자격으로 1개 자리. 지역 예선과 상관없이 본선에 진출된다.
- UEFA (유럽) - 13개 자리, 디펜딩 챔피언은 본선에 진출할 경우 톱시드가 된다.
- CAF (아프리카) - 5개 자리
- AFC (아시아) - 4.5개 자리
- OFC (오세아니아) - 0.5개 자리
- CONMEBOL (남미) - 4.5개 자리
- CONCACAF (북중미카리브) - 3.5개 자리
- 대륙간 플레이오프 승자 2팀들이 2개 자리를 차지

이 숫자는 대회들마다 숫자가 조금씩 다양하다. (위에 보기)
모든 지역에서 예선은 거의 동시에 본선이 시작하기 이전 년도의 9월에서 11월 사이에 끝난다. 하지만 2022년 FIFA 월드컵 예선에서는 코로나바이러스감염증-19로 인해서 본래 2021년 11월에 끝날 예정이었으나 2022년 상반기에 가서야 예선이 끝난다. 
그리고 2026년 FIFA 월드컵에서는 48개국이 월드컵 본선에 진출하기 때문에 현행 체제는 2022년 FIFA 월드컵에서 마지막으로 끝이 난다.

## 정리 (베스트 텐)
1 Jan 2023  기준
| Rank | Team           | Part | M   | W   | D  | L  | GF  | GA  | GD   | Points |
| ---- | -------------- | ---- | --- | --- | -- | -- | --- | --- | ---- | ------ |
| 1    | 멕시코         | 17   | 189 | 121 | 41 | 27 | 453 | 134 | +319 | 404    |
| 2    | 코스타리카     | 17   | 187 | 93  | 47 | 47 | 309 | 184 | +125 | 326    |
| 3    | 오스트레일리아 | 15   | 161 | 95  | 40 | 26 | 407 | 125 | +282 | 325    |
| 4    | 대한민국       | 15   | 151 | 94  | 39 | 18 | 299 | 90  | +209 | 321    |
| 5    | 이란           | 11   | 146 | 92  | 35 | 19 | 316 | 89  | +227 | 311    |
| 6    | 아르헨티나     | 14   | 153 | 86  | 42 | 25 | 262 | 135 | +127 | 300    |
| 7    | 네덜란드       | 19   | 135 | 89  | 26 | 20 | 329 | 101 | +228 | 293    |
| 8    | 미국           | 19   | 168 | 84  | 40 | 44 | 287 | 191 | +96  | 292    |
| 9    | 스페인         | 19   | 125 | 87  | 26 | 12 | 291 | 81  | +210 | 287    |
| 10   | 포르투갈       | 21   | 149 | 83  | 35 | 31 | 284 | 146 | +138 | 284    |

## 대륙별 FIFA 월드컵 예선
- FIFA 월드컵 남미 예선
- FIFA 월드컵 북중미 예선
- FIFA 월드컵 아시아 예선
- FIFA 월드컵 아프리카 예선
- FIFA 월드컵 오세아니아 예선
- FIFA 월드컵 유럽 예선

## 같이 보기
- FIFA 월드컵 기록
- UEFA 유럽 축구 선수권 대회 예선
- FIFA 월드컵 아시아 국가 기록